# Tinytrema wombat
Tinytrema wombat is een spinnensoort uit de familie Trochanteriidae. De soort komt voor in New South Wales en Australisch Hoofdstedelijk Territorium.